# 대조영 (드라마)
《대조영》(大祚榮)은 KBS에서 2006년 9월 16일부터 2007년 12월 23일까지 방영한 고구려·발해사 대하드라마이다. 고구려 말기부터 발해 건국기까지 대조영의 생애를 다루었다.
마찬가지로 고구려를 다룬 《주몽》, 《연개소문》과 같은 시기에 방영되어 경쟁을 벌였다. 특히 《연개소문》은 《대조영》과 비슷한 시간대에 방영되는 데에다가 시대적 배경도 중복이 돼(《연개소문》 후반부와 《대조영》 전반부의 시대가 겹침), 2007년 6월 17일 《연개소문》이 종영할 때까지 치열한 시청률 경쟁을 벌였다.
2007년 9월에는 또다른 고구려 사극 《태왕사신기》가 MBC에서 방영을 시작했다. 비록 방영 시간대와 드라마가 다루고 있는 시대가 다르지만, 《대조영》과 《태왕사신기》는 고구려를 배경으로 한 드라마라는 점에서 간접적으로나마 경쟁하게 되었다. 드라마의 설정과 갑옷 등의 고증, 일부 내용 등에 대해서는 역사왜곡의 논란이 있었다.
한편, 이 작품은 당초 2007년 8월 종영 예정이었으나 후속작 대왕 세종의 캐스팅 문제 등을 고려하여 4달 늘린 같은 해 12월 막을 내렸다.

## 역사적 사실
발해는 고려와 비슷하게 외왕내제 체제로 운영되었다. 발해는 독자적인 군주 호칭인 가독부, 무왕대부터 대이진대까지 연호를 사용했다. 특히, 정혜•정효공주묘지명에는 부왕 문왕을 황상(皇上)으로 표현했다. 황상이란 말은 신하가 황제를 부를 때 사용하는 경칭이다.

## 등장 인물
- 연기 배우 : 드라마 속 인물 - 실제 역사 여부

### 대조영과 그의 라이벌
- 최수종 : 대조영 역(아역:박건우) - 고구려 말기의 장수. 제왕지운을 가지고 안시성에서 태어났다. 제왕의 기운을 타고났다는 것 때문에 부모와 생이별을 하고 대막리지 연개소문의 노비생활도 하게 된다. 이후 자신의 출생의 비밀에 대해 알게 된 후 부기원에게 어머니를 잃고, 아버지 대중상을 찾아 고려성으로 가게 된다. 청년이 되어 당나라에게 나라를 잃고 고구려 재흥을 위해 걸사비우, 흑수돌과 의형제를 맺는다. 이해고와는 최대의 라이벌이다. 서기 698년, 동모산에 터전을 잡고 발해를 세워 국왕이 된다.
- 정보석 : 이해고 역 - 고구려 5대 가문 중 부씨 가문 출신. 부지광의 아들이다. 이진충과 신홍이 거란으로 데려가, 거란 최고의 장수로 자라나게 된다. 이후 이진충의 딸 초린에게 마음을 주지만, 초린의 마음을 얻는 데에는 실패한다. 하지만, 대조영과 초린 사이의 아들 검이를 자신의 아들처럼 키울 정도로 초린에 대한 정이 깊다. 한 때 설인귀의 부장으로 있었으며, 당나라에 대한 원한이 깊지만 훗날 자신의 모든 것을 빼앗아 간 대조영에게 복수를 하기 위해 당의 장수가 되어 천문령에서 마지막 대결을 벌인다. 마지막까지 대조영에게 맞서다 전사한다.
- 이덕화 : 설인귀 역 - 당나라 장수. 원래는 평범한 군사였지만 무예실력이 뛰어나 강하왕을 구한 공으로 낮은 직위의 장군이 된다. 대중상과는 친분이 두터우나 그의 아들 대조영과는 숙명의 라이벌이다. 처음엔 상급 장군들에게 철저히 무시당했지만 거란족을 자신의 수하로 만들고, 측천무후의 측근 장수가 된다. 대조영의 최대의 라이벌 가운데 한 사람. 대중상과 대조영의 전략을 한 눈에 알아 볼 정도로 탁월하다.
- 남성진 : 이문(李炆) 역 - 당나라 장수. 설인귀의 부장. 당나라 대총관 이적의 조카. 대조영, 이해고와는 라이벌 관계. 당 개국공신 가문인 관계로 이민족 출신 장수들을 철저히 무시했으나 대조영에게 포로로 잡히고 설인귀에 의해 풀려난 이후 그에게 감복, 이후 홍패와 함께 설인귀의 부장이 되고, 설인귀가 죽을 때까지 함께한다.
- 강재일 : 카파간 카간(묵철) 역 - 돌궐의 카간. 한때는 대조영과 귀부산 포로수용소에서 생사고락을 함께한 동지였지만, 대조영의 세력이 커지고 돌궐의 카간으로 즉위하면서 서로 다른 길을 걷게 된다. 대조영을 직접적으로 돕지는 않지만 간접적으로 당과 적대적인 관계를 가져 발해가 건국하는데 도움을 주었다.

### 대조영의 여인
- 박예진: 초린 역 - 거란족 가한 이진충의 딸. 이해고와는 사실상 오누이(피가 같은 것은 아니다.) 사이이며 훗날 결혼까지 하게 되지만, 대조영과의 사이에서 아들 검이를 낳기도 한다. 천문령전투에서 대조영을 돕는다. 이해고가 죽자 독약을 마시고 자결한다.
- 홍수현: 숙영 역 - 보장왕의 조카딸. 대조영과 혼인하여 발해의 대왕후가 된다. 아들 단이, 적이를 낳는다.

### 대조영의 아들
- 정태우 : 이검 역 - 대조영의 아들이지만 출생의 비밀을 모른 채 이해고의 밑에서 자라나 거란의 용사로 성장한다. 자신의 친부가 대조영이라는 것을 알게 된 후에는, 대조영과 이해고 사이에서 갈등한다. 천문령전투에서 말갈족장을 설득해 원군지원을 받아 발해건국에 결정적인 역할을 한다. 하지만 후계자 문제로 갈등이 발생하여 대조영 곁을 떠난다.
- 김석 : 단이 역 - 대조영의 아들. 후일 발해 무왕.
- 이충훈 : 적이 역 : 대조영의 아들. 후의 대문예.

### 대조영의 조력자
- 임혁: 대중상[3] 역 - 대조영의 아버지. 아들이 제왕의 기운을 타고났다는 이유로 고난을 겪고 강제로 북방의 고려성으로 보내지게 된다. 이후 고려성으로 찾아온 대조영과 함께 고구려 본토로 돌아가지만 고구려는 이내 멸망, 이후로는 아들 대조영과 함께 고구려 재흥에 온 힘을 다한다. 하지만 천문령 전투에서 고구려 장수의 명예를 걸고 자신 혼자 적들을 뿌리치며 싸우다 이해고에게 대적하다 장렬하게 죽는다.
- 김정현: 미모사 역 - 백제 출신 대조영의 책사. 신홍과는 라이벌이다. 한 때 보장왕의 책사로서 고구려 재흥을 위한 단체 '동명천제단'의 본거지가 되는 술집 취성루를 운영했었다. 보장왕이 당에 압송된 후에는 대조영의 책사가 되어, 발해 건국에 크게 공헌한다.
- 임선택: 장산해 역 - 태학 사범. 한 때, '흑자' 라는 이름으로 평양성 부근에서 고구려 부흥군을 이끌었다. 발해를 건국하는데 공을 세운다.
- 최철호: 걸사비우 역 - 말갈족 추장 걸사지추의 아들로, 요동 최고의 무사. 안시성에서 처음 대조영을 만난다. 그 후로 대조영을 도우며 절친한 동료가 된다. 대조영, 흑수돌과 의형제를 맺고 발해를 건국하는 데 큰 공을 세운다.

- 김학철: 흑수돌 역 - 고구려 비사성 출신. 당나라에게 마을이 몰살당하고 혼자 살아남았다. 대조영, 걸사비우와 의형제를 맺고, 발해 건국에 큰 공을 세운다. 단순무식하고 성격이 급하나 충성심만은 누구보다 강하다. 계필사문과 결사대를 조직하여 당나라에 맞선다. 계필사문이 죽고 자신은 끝까지 항전하다 사로잡혀 조인사에게 처형당한다. 계필사문과 함께 머리가 나쁜 장수로서 설계두에게 '돌대가리'라는 말을 들었다.
- 윤용현: 계필사문 역 - 돌궐 출신의 용장. 스스로 '마도산의 늑대'라고 불렀다. 이문에게 친족을 모두 잃어, 그에게 강한 원한을 품고 있다. 당에서 탈출한 대조영에게 한번 이용당하고, 이후 대조영과 다시 한번 악연을 맺은 뒤 스스로 대조영의 수하가 된다. 흑수돌과 결사대를 조직하여 이해고를 유인한다. 유인책이 성공하지만, 이해고의 화살에 맞아 죽는다. 흑수돌과 함께 머리가 나쁜 장수로서 흑수돌과 꿍짝이 잘맞는다.
- 방형주: 퉁소 역 - 돌궐 출신. 계필사문의 부장.
- 심은진: 금란 역 - 미모사의 최측근. '동명천제단' 때는 청각장애인으로 위장해 설인귀 암살을 꾀하나 발각되고, 이후 미모사와 함께 대조영의 부장으로 활약한다. 위기에 처한 걸사비우를 도우며 마음을 주고받는다. 미모사의 곁을 떠나 걸사비우를 위해 희생한다.

- 김관기: 마파 역 - 대조영의 부장.
- 임채원: 어홍 역 - 흑수돌의 부인. '동명천제단' 때는 술집 취성루의 운영을 맡았었다.

### 고구려 사람
- 길용우: 보장왕 (寶臧) 역 - 고구려의 28대 태왕이자, 마지막 태왕. 고구려 멸망 후 '동명천제단' 을 결성하는 등 고구려 부활을 위해 노력하지만, 끝내 실패한다.
- 김진태: 연개소문 역 - 고구려 대막리지. 영류왕을 시해하고 보장왕을 왕으로 세운다. 제왕지운을 타고난 대조영을 노비로 삼아 거두어준다. 자신의 맏아들인 연남생 이상으로 대조영을 아낀다.
- 임동진: 양만춘 역 - 고구려 안시성주. 연개소문과 함께 대표적인 고구려의 주전파이다. 안시성에서 당군을 물리치는 데 큰 공을 세운다. 대중상의 아들 이름을 조영이라고 지어주었다.
- 김주영: 고사계 역 - 고구려 요동성주. 양만춘, 대중상과 함께 당에 맞서 싸우고, 훗날 고구려 재흥에도 관여하는 인물이다. 그 도중 당의 포로가 되고, 그것을 계기로 당의 장수가 된다. 고선지의 아버지이기도 하다.
- 김명수: 검모잠 역 - 태학 검술교관. 대조영과 친분이 두터운 사이다. 고안승과 함께 한성에 근거지를 두고 고구려 부흥운동을 일으킨다. 고안승의 배신으로 죽게 된다.
- 장기용: 지명천 역 - 고구려 검산성주. 연개소문의 부장. 평양성에서 설인귀와 맞서다 죽는다.
- 이계영: 이기우 역 - 고구려 비사성주. 연개소문의 부장. 고안승의 배신으로 죽게 된다.
- 이원발: 온사문 역 - 고구려 개모성 성주. 연개소문의 부장. 고안승의 배신으로 죽게 된다.

온달의 손자 ㆍ온군의 아들
무영공주ㅡ영류왕 고건무의 딸
연충ㅡ연개소문 의 서자
추수지 ㆍ풍 ㆍ활보 ㆍ파소 ㅡ 안시성 의 명장들
백하 ㅡ 양만춘 의 여동생
사물 ㅡ 양만춘 에게 감화되어 연개소문 을 설득해
지원군을 이끌고 옴
시미 ㅡ 양만춘 의 연인
- 한태일: 추정국 역 - 고구려 오골성 성주.
- 장순국: 고돌발 역 - 대중상의 부장.
- 신원균: 무염 역 - 대중상의 부장.
- 박지일: 부지광 역 - 이해고의 아버지. 대중상에게 죽는다.
- 박동빈: 고사웅 역 - 고구려의 장수.
- 우봉식: 팔보 역 - 보장왕의 심복.

### 고구려를 멸망시킨 사람들
- 임호: 연남생 역 - 연개소문의 장남. 동생과의 권력다툼 때문에 고구려가 멸망하는 사태까지 이르게 만든다. 고구려 멸망 이후에는 안동도호부 부사 자리를 노리는 등 나름대로 고구려 부흥을 위해 노력하지만 모두 실패로 끝나고, 당으로 돌아간다.
- 안홍진: 연남건 역 - 연개소문의 차남. 본인은 형과 권력다툼을 벌일 마음이 없었으나 주위의 권유를 받아 권력다툼을 일으킨다.
- 김하균: 부기원 역 - 남부욕살. 고구려의 대신으로, 대표적인 주화파. 고구려 멸망 이후 안동도호부사 설인귀의 수하가 되어 매국을 일삼는다. 대조영에게 호되게 당한 뒤 정신이상자로 행동하다 대조영과 백성들에게 맞아 죽는다.
- 정호근: 사부구 역 - 부기원의 심복. 항상 부기원과 행동을 함께한다. 대조영에게 맞서다 죽는다.
- 김영기: 신성 역 - 신홍의 형, 연남건의 심복. 당군에 평양성 문을 열어주는 등 고구려 멸망의 원흉이 되는 인물이다. 고구려 멸망 후 부기원 및 사부구와 함께 설인귀의 수하로 들어간다. 안동도호부에서 대조영에게 처형당한다.
- 강지후: 안승 역 - 보장왕의 친척으로 검모잠과 함께 고구려 부흥 운동을 일으키지만 이내 배반하고, 검모잠, 이기우, 온사문 등 고구려 장수를 잡아 죽임으로써 고구려 부흥의 마지막 불씨마저 꺼버린다.
- 이일웅: 계진 역 - 북부욕살. 부기원과 함께 대표적인 주화파이다. 당나라에 속아 죽는다.
- 김동석: 선겸 역 - 계진의 심복. 당나라에 사신으로 갔다가 죽는다.

### 그 외의 고구려 사람들
- 박순천(젊은 달기:하다솜) : 달기 역 - 대조영의 어머니.
- 김경희: 기실이 역 - 숙영의 시종.
- 정두겸: 방계 역 - 고구려 유민촌 촌장.
- 전원주: 산파 역
- 김재권: 어부사내 역 - 물에 떠내려온 달기를 거둔다.
- 김현아: 아낙 역 - 어부사내의 부인.
- 박경득: 행랑할아범 역 - 어린시절 대조영을 보호하던 사람.
- 이현숙: 부지광의 처 역 - 이해고의 어머니
- 양재성: 안시성 촌장 역

### 거란 족
- 김동현: 이진충 - 거란의 가한이며 초린의 아버지. 대조영을 거란의 은인으로 여기고 후하게 대접하지만, 그것 때문에 손만영을 비롯한 신하들의 불만을 사기도 한다.
- 조인표 : 손만영 역 - 이진충의 처남이며 거란의 2대 가한. 이진충의 뒤를 이어 거란국의 황제가 되지만, 그 재능은 이진충에게는 미치지 못한다.

- 김규철 : 신홍 역 - 이해고의 수하이며 거란 최고의 전략가이자 이해고의 책사. 이해고의 집안 노비였던 관계로, 이해고의 수하가 되기를 자청했다. 한때는 연남생의 수하로 있었다. 대조영을 번번히 방해한다. 이진충의 유서를 찾기 위해 이진충을 살해하였고, 천문령 전투에 패배해 이해고의 위치를 알려주다 대조영에게 살해된다.
- 이달형 : 설계두 역 - 이해고의 부장. 흑수돌, 계필사문과는 라이벌. 이해고를 지키려다 대조영에게 죽는다.
- 황택하 : 모개 역 - 이해고의 부장. 천문령 전투에서 유일하게 살아남은 거란장수. 충성심은 설계두, 도협보다 강하다.
- 이승효 : 도협 역 - 이해고의 부장. 전 사부구의 부장. 이해고를 지키려다 걸사비우에게 죽는다.
- 한춘일 : 마고 역 - 거란 환관
- 故 한경선 : 태평 역 - 초린의 시녀
- 이관훈 : 매천 역 - 이검의 심복

### 당나라 사람들
- 송용태 : 당 태종 이세민 역 - 당나라 2대 황제. 이름은 세민. 세계 정복을 위해서 고구려에 침공하여 매우 뛰어난 전략으로 고구려 군사들을 물리쳐 고구려에 큰 위협을 주었다. 그러나 안시성 전투에서 양만춘에게 한쪽 눈을 잃고 처참하게 패배한다.
- 한범희 : 당 고종 이치 역 - 당나라 3대 황제. 당 태종의 아들. 이름은 치. 태종의 아들답게 지력이 강해서 마침내 계략으로 고구려를 멸망시키는 데 성공한다. 한편으론 대조영 등의 고구려 재흥을 꿈꾸는 세력들을 경계한다.
- 양금석 : 측천무후 역 - 당 고종의 두 번째 부인. 당나라 최초의 대천후. 야심이 대단한 인물로, 대조영과 이진충 등 거란 세력과 묵철 등 돌궐 세력을 끊임없이 경계하며 스스로의 말처럼 '최후의 승자' 가 되기 위해 노력한다. 그러나 자신에 대해서 불만이 심했던 기존 당 황실의 세력에 맞서 싸우다 패배하여 결국 추방당한다.
- 안대용 : 장손무기 역 - 당나라 대승상이자 이세민의 처남.
- 정재곤 : 강하왕 역 - 당 태종의 친척. 이름은 도종. 요동도행군부총관.
- 선동혁 : 이적 역 - 당나라 최고의 무신이자 건국공신. 이문의 삼촌. 요동도행군대총관.

서세적 ㅡ 이세적
- 김기복 : 소정방 역 - 당나라 장수. 이적의 부장이자 최측근.
- 진운성 : 방효태 역 - 당나라 장수. 당나라 최고의 창술 실력의 소유자이다.
- 고인범 : 부복애 역 - 당나라 장수. 설인귀의 공을 가로채려고 토산을 쌓자는 의견을 내지만, 고구려 측에서 그것을 알아차리고 토산을 무너뜨리는 작전을 써 성공시킨다.
- 최동준 : 조문홰 역 - 당나라의 대신으로, 거란이 차지한 영주의 통치를 감독하는 직책에 임명된다. 이후 영주의 사실상의 통치자로 군림하지만, 그 방식이 지나치게 가혹해 거란인들의 원한을 산다.
- 전현 : 무승사 역 - 당나라 대신. 측천무후의 조카로, 그녀가 권력을 잡을 수 있게 도와준다.
- 유태술 : 홍패 역 - 설인귀의 부장. 장수로서의 재능은 다소 떨어지는 인물이지만, 충성심 하나는 '만고의 충신' 이라 해도 손색이 없는 수준. 문자 그대로 '끝까지' 설인귀에게 충성을 다한다.
- 신동훈: 조인사 역 - 당나라 장수로, 이해고의 부장. 흑수돌을 처형시키고 대조영에게 죽임을 당한다.
- 황덕재 : 마인절 역 - 당나라의 장수. 전투 중에 이해고에게 붙잡힌 뒤로는 이해고에게 충성을 맹세, 거란의 장수가 된다.
- 김경응: 장현우 역 - 당나라 장수. 대조영이 안시성을 되찾으려고 할 때 당에서 파견되었고, 천문령 전투에 참가하지만 양소위와 이해고의 대립으로 인해 이문에게 죽는다.
- 장건 : 이다조 역 - 조인사의 수하장수.
- 임병기 : 양소위 역 - 당나라 대신. 측천무후의 심복으로 천문령 전투 당나라 대총관에 임명되지만 계속된 이해고와 대립하여 죽임을 당한다.
- 안형식 : 위승 역 - 당나라 대신.
- 서영탁 : 이맹 역 - 당나라 대신.
- 기연호 : 적인걸 역 - 당나라 대신
- 서찬호 : 우골 역 - 당나라 최강의 무사. 대조영이 당으로 압송되어 왔을 때 대조영과 결투를 벌이다 죽는다.
- 박유승 : 수봉 역 - 이문의 부장.
- 강신조 : 우면 역 - 이문의 부장.
- 윤갑수 : 사신 역 - 설인귀의 부장.
- 이재포 : 천가 역 - 귀부산 포로수용소 책임자.
- 최상훈 : 흑치상지 역 - 백제 출신으로, 당나라의 장수. 당에 압송되어 온 대조영이 탈출하는 것을 돕는다.
- 안신우 : 이현 역 - 당나라 태자. 역모를 꾀한 죄로 추방당한다.
- 이종구 : 심부름꾼 역 - 당 고종을 모시는 환관.
- 장희진 : 염상궁 역 - 측천무후를 모시는 상궁.
- 정은미 : 화소 역 - 측천무후를 모시는 상궁.
- 이성주 : 백암성 성주 역
- 김창봉 : 안시성 성주 역
- 이종만 : 백제성 촌장 역 - 백제 출신으로, 미모사의 할아버지이다.
- 이영재 : 귀부산 포로수용소 백제 포로 역
- 함석훈 : 귀부산 포로수용소 신라 포로 역

### 돌궐 족
- 주민준: 이넬(富俱) 역 - 돌궐 장수. 묵철의 아들. 후일 돌궐의 이넬카간.
- 김종국: 빌게(毗伽) 역 - 돌궐 장수.
- 김성훈: 톤유쿡(暾欲谷) 역 - 돌궐 장수.
- 함석훈: 퀼테킨(闕特勤) 역 - 돌궐 장수.

### 습 족
- 이장원: 습족의 족장 역

### 해 족
- 왕태언: 해족의 족장 역

### 말갈 족
- 이건: 말갈의 족장 역
- 이새벽: 흑수말갈의 족장 역

### 신라
- 문회원 : 문무왕 역 - 신라 제 30대 국왕.
- 차기환 : 김찬 역 - 신라 장군.
- 양재원 : 수미산 역 - 신라 대신.

## 시청률
최저 시청률과 최고 시청률은 시청률 조사회사와 지역별로 시청률에 차이가 있을 수 있습니다.
| 제1회              | 9월 16일           | 11.9%       | 12.6%      | 12.1% |
| 제2회              | 9월 17일           | 16.6%       | 16.0%      | 14.6% |
| 제3회              | 9월 23일           | 13.4%       | 13.6%      | 12.2% |
| 제4회              | 9월 24일           | 16.2%       | 16.9%      | 16.7% |
| 제5회              | 9월 30일           | 16.4%       | 16.3%      | 15.9% |
| 제6회              | 10월 1일           | 17.6%       | 18.7%      | 17.8% |
| 제7회              | 10월 7일           | 14.4%       | 15.9%      | 14.5% |
| 제8회              | 10월 8일           | 21.6%       | 22.5%      |       |
| 제9회              | 10월 14일          | 19.9%       | 19.2%      |       |
| 제10회             | 10월 15일          | 23.4%       | 23.2%      |       |
| 제11회             | 10월 21일          | 20.7%       | 20.2%      |       |
| 제12회             | 10월 22일          | 22.6%       | 23.9%      |       |
| 제13회             | 10월 28일          | 22.1%       | 23.0%      |       |
| 제14회             | 10월 29일          | 23.9%       | 24.3%      |       |
| 제15회             | 11월 4일           | 21.2%       | 20.1%      |       |
| 제16회             | 11월 5일           | 23.3%       | 24.7%      |       |
| 제17회             | 11월 11일          | 19.6%       | 19.8%      |       |
| 제18회             | 11월 12일          | 24.1%       | 23.3%      |       |
| 제19회             | 11월 18일          | 20.7%       | 22.5%      |       |
| 제20회             | 11월 19일          | 26.1%       | 26.9%      |       |
| 제21회             | 11월 25일          | 19.1%       | 22.3%      |       |
| 제22회             | 11월 26일          | 23.9%       | 25.8%      |       |
| 제23회             | 12월 2일           | 21.5%       | 22.3%      |       |
| 제24회             | 12월 3일           | 23.6%       | 24.7%      |       |
| 제25회             | 12월 9일           | 18.9%       | 20.4%      |       |
| 제26회             | 12월 10일          | 23.5%       | 23.6%      |       |
| 제27회             | 12월 16일          | 19.5%       | 21.4%      |       |
| 제28회             | 12월 17일          | 22.3%       | 23.9%      |       |
| 제29회             | 12월 23일          | 18.4%       | 20.8%      |       |
| 제30회             | 12월 24일          | 18.8%       | 21.3%      |       |
| 제31회             | 12월 30일          | 19.8%       | 22.2%      |       |
| 제32회             | 12월 31일          | 17.4%       | 19.9%      |       |
| 2006년 평균 시청률 | 2006년 평균 시청률 | 20.1%       | 21%        |       |
| 2007년             |                    |             |            |       |
| 회차               | 방송일             | 시청률      | 시청률     |       |
| 회차               | 방송일             | TNmS 시청률 | AGB 시청률 |       |
| 제33회             | 1월 6일            | 20.2%       | 24.5%      |       |
| 제34회             | 1월 7일            | 23.0%       | 25.9%      |       |
| 제35회             | 1월 13일           | 15.2%       | 19.7%      |       |
| 제36회             | 1월 14일           | 20.5%       | 22.9%      |       |
| 제37회             | 1월 20일           | 20.7%       | 23.8%      |       |
| 제38회             | 1월 21일           | 22.0%       | 25.9%      |       |
| 제39회             | 1월 27일           | 18.9%       | 21.2%      |       |
| 제40회             | 1월 28일           | 20.2%       | 24.1%      |       |
| 제41회             | 2월 3일            | 20.3%       | 23.3%      |       |
| 제42회             | 2월 4일            | 20.9%       | 23.7%      |       |
| 제43회             | 2월 10일           | 19.6%       | 21.6%      |       |
| 제44회             | 2월 11일           | 21.6%       | 25.7%      |       |
| 제45회             | 2월 17일           | 15.5%       | 18.9%      |       |
| 제46회             | 2월 18일           | 15.6%       | 17.2%      |       |
| 제47회             | 2월 24일           | 20.7%       | 23.1%      |       |
| 제48회             | 2월 25일           | 21.7%       | 25.8%      |       |
| 제49회             | 3월 3일            | 19.0%       | 19.1%      |       |
| 제50회             | 3월 4일            | 22.7%       | 25.0%      |       |
| 제51회             | 3월 10일           | 19.8%       | 21.4%      |       |
| 제52회             | 3월 11일           | 22.6%       | 26.5%      |       |
| 제53회             | 3월 17일           | 21.7%       | 22.9%      |       |
| 제54회             | 3월 18일           | 26.0%       | 27.3%      |       |
| 제55회             | 3월 24일           | 20.1%       | 21.3%      |       |
| 제56회             | 3월 25일           | 29.4%       | 29.7%      |       |
| 제57회             | 3월 31일           | 26.9%       | 27.5%      |       |
| 제58회             | 4월 1일            | 28.5%       | 30.3%      |       |
| 제59회             | 4월 7일            | 23.1%       | 25.7%      |       |
| 제60회             | 4월 8일            | 27.0%       | 29.5%      |       |
| 제61회             | 4월 14일           | 22.5%       | 24.3%      |       |
| 제62회             | 4월 15일           | 25.9%       | 26.7%      |       |
| 제63회             | 4월 21일           | 22.6%       | 26.6%      |       |
| 제64회             | 4월 22일           | 26.5%       | 29.4%      |       |
| 제65회             | 4월 28일           | 22.4%       | 24.9%      |       |
| 제66회             | 4월 29일           | 25.7%       | 28.6%      |       |
| 제67회             | 5월 5일            | 22.1%       | 25.6%      |       |
| 제68회             | 5월 6일            | 26.9%       | 29.1%      |       |
| 제69회             | 5월 12일           | 24.0%       | 26.7%      |       |
| 제70회             | 5월 13일           | 28.4%       | 30.6%      |       |
| 제71회             | 5월 19일           | 22.0%       | 25.1%      |       |
| 제72회             | 5월 20일           | 25.1%       | 29.5%      |       |
| 제73회             | 5월 26일           | 24.3%       | 27.7%      |       |
| 제74회             | 5월 27일           | 29.2%       | 32.7%      |       |
| 제75회             | 6월 2일            | 23.6%       | 26.0%      |       |
| 제76회             | 6월 3일            | 28.0%       | 31.9%      |       |
| 제77회             | 6월 9일            | 25.5%       | 28.0%      |       |
| 제78회             | 6월 10일           | 28.3%       | 31.0%      |       |
| 제79회             | 6월 16일           | 23.0%       | 26.7%      |       |
| 제80회             | 6월 17일           | 30.1%       | 32.5%      |       |
| 제81회             | 6월 23일           | 25.7%       | 28.0%      |       |
| 제82회             | 6월 24일           | 30.1%       | 30.9%      |       |
| 제83회             | 6월 30일           | 25.1%       | 27.9%      |       |
| 제84회             | 7월 1일            | 29.5%       | 33.0%      |       |
| 제85회             | 7월 7일            | 26.6%       | 27.5%      |       |
| 제86회             | 7월 8일            | 30.0%       | 30.8%      |       |
| 제87회             | 7월 14일           | 28.6%       | 28.4%      |       |
| 제88회             | 7월 15일           | 24.5%       | 26.2%      |       |
| 제89회             | 7월 21일           | 28.6%       | 29.5%      |       |
| 제90회             | 7월 22일           | 28.4%       | 28.6%      |       |
| 제91회             | 7월 28일           | 22.4%       | 23.5%      |       |
| 제92회             | 7월 29일           | 32.1%       | 31.9%      |       |
| 제93회             | 8월 4일            | 27.9%       | 28.1%      |       |
| 제94회             | 8월 5일            | 32.7%       | 30.8%      |       |
| 제95회             | 8월 11일           | 29.4%       | 32.1%      |       |
| 제96회             | 8월 12일           | 31.9%       | 34.4%      |       |
| 제97회             | 8월 18일           | 28.4%       | 30.0%      |       |
| 제98회             | 8월 19일           | 31.4%       | 30.7%      |       |
| 제99회             | 8월 25일           | 29.1%       | 29.7%      |       |
| 제100회            | 8월 26일           | 32.1%       | 33.5%      |       |
| 제101회            | 9월 1일            | 30.1%       | 31.6%      |       |
| 제102회            | 9월 2일            | 33.2%       | 33.4%      |       |
| 제103회            | 9월 8일            | 28.6%       | 28.7%      |       |
| 제104회            | 9월 9일            | 33.3%       | 34.5%      |       |
| 제105회            | 9월 15일           | 31.9%       | 29.7%      |       |
| 제106회            | 9월 16일           | 35.5%       | 36.2%      |       |
| 제107회            | 9월 22일           | 28.1%       | 29.4%      |       |
| 제108회            | 9월 23일           | 25.8%       | 29.8%      |       |
| 제109회            | 9월 29일           | 29.8%       | 32.6%      |       |
| 제110회            | 9월 30일           | 32.6%       | 33.8%      |       |
| 제111회            | 10월 6일           | 28.3%       | 30.2%      |       |
| 제112회            | 10월 7일           | 33.5%       | 33.3%      |       |
| 제113회            | 10월 13일          | 29.5%       | 29.3%      |       |
| 제114회            | 10월 14일          | 33.6%       | 34.2%      |       |
| 제115회            | 10월 20일          | 28.6%       | 30.4%      |       |
| 제116회            | 10월 21일          | 33.0%       | 36.3%      |       |
| 제117회            | 10월 27일          | 28.9%       | 30.5%      |       |
| 제118회            | 10월 28일          | 32.4%       | 34.4%      |       |
| 제119회            | 11월 3일           | 27.6%       | 31.8%      |       |
| 제120회            | 11월 4일           | 31.0%       | 33.1%      |       |
| 제121회            | 11월 10일          | 29.4%       | 31.7%      |       |
| 제122회            | 11월 11일          | 31.9%       | 32.6%      |       |
| 제123회            | 11월 17일          | 28.5%       | 31.6%      |       |
| 제124회            | 11월 18일          | 31.6%       | 35.3%      |       |
| 제125회            | 11월 24일          | 29.2%       | 32.3%      |       |
| 제126회            | 11월 25일          | 31.1%       | 34.5%      |       |
| 제127회            | 12월 1일           | 30.0%       | 32.1%      |       |
| 제128회            | 12월 2일           | 31.0%       | 32.9%      |       |
| 제129회            | 12월 8일           | 28.9%       | 31.1%      |       |
| 제130회            | 12월 9일           | 33.0%       | 36.8%      |       |
| 제131회            | 12월 15일          | 30.9%       | 32.1%      |       |
| 제132회            | 12월 16일          | 30.1%       | 32.8%      |       |
| 제133회            | 12월 22일          | 25.5%       | 28.1%      |       |
| 제134회            | 12월 23일          | 30.8%       | 33.3%      |       |
| 2007년 평균 시청률 | 2007년 평균 시청률 | 26.7%       | 28.8%      |       |
| 전체평균 시청률    | 전체평균 시청률    | 25.1%       | 26.9%      |       |

### 2015년 재방송
최저 시청률과 최고 시청률은 시청률 조사회사와 지역별로 시청률에 차이가 있을 수 있습니다.
| 회차    | 방송 일자  | 전국 시청률(증감치) |
| ------- | ---------- | ------------------- |
| 제1회   | 2009/10/19 | 미집계              |
| 제2회   | 2009/10/20 | 2.5%                |
| 제3회   | 2009/10/21 | 2.2%                |
| 제4회   | 2009/10/22 | 2.9%                |
| 제5회   | 2009/10/23 | 2.5%                |
| 제6회   | 2009/10/24 | 3.2%                |
| 제7회   | 2009/10/26 | 3.2%                |
| 제8회   | 2009/10/27 | 3.2%                |
| 제9회   | 2009/10/28 | 2.9%                |
| 제10회  | 2009/10/29 | 3.3%                |
| 제11회  | 2009/10/30 | 2.9%                |
| 제12회  | 2009/10/31 | 3.6%                |
| 제13회  | 2009/11/02 | 4.1%                |
| 제14회  | 2009/11/03 | 3.1%                |
| 제15회  | 2009/11/04 | 2.6%                |
| 제16회  | 2009/11/05 | 2.4%                |
| 제17회  | 2009/11/06 | 3.3%                |
| 제18회  | 2009/11/07 | 3.1%                |
| 제19회  | 2009/11/09 | 3.6%                |
| 제20회  | 2009/11/10 | 3.7%                |
| 제21회  | 2009/11/11 | 미집계              |
| 제22회  | 2009/11/12 | 미집계              |
| 제23회  | 2009/11/13 | 3.0%                |
| 제24회  | 2009/11/14 | 2.9%                |
| 제25회  | 2009/11/16 | 3.3%                |
| 제26회  | 2009/11/17 | 2.7%                |
| 제27회  | 2009/11/18 | 3.2%                |
| 제28회  | 2009/11/19 | 3.0%                |
| 제29회  | 2009/11/20 | 2.6%                |
| 제30회  | 2009/11/21 | 3.2%                |
| 제31회  | 2009/11/23 | 3.6%                |
| 제32회  | 2009/11/24 | 3.2%                |
| 제33회  | 2009/11/25 | 3.6%                |
| 제34회  | 2009/11/26 | 3.0%                |
| 제35회  | 2009/11/27 | 2.3%                |
| 제36회  | 2009/11/28 | 2.9%                |
| 제37회  | 2009/11/30 | 2.3%                |
| 제38회  | 2009/12/01 | 3.7%                |
| 제39회  | 2009/12/02 | 2.9%                |
| 제40회  | 2009/12/03 | 2.7%                |
| 제41회  | 2009/12/04 | 3.4%                |
| 제42회  | 2009/12/05 | 2.9%                |
| 제43회  | 2009/12/07 | 3.3%                |
| 제44회  | 2009/12/08 | 3.5%                |
| 제45회  | 2009/12/09 | 3.3%                |
| 제46회  | 2009/12/10 | 2.4%                |
| 제47회  | 2009/12/11 | 3.0%                |
| 제48회  | 2009/12/12 | 2.6%                |
| 제49회  | 2009/12/14 | 3.5%                |
| 제50회  | 2009/12/15 | 2.7%                |
| 제51회  | 2009/12/16 | 3.1%                |
| 제52회  | 2009/12/17 | 2.8%                |
| 제53회  | 2009/12/18 | 3.8%                |
| 제54회  | 2009/12/19 | 3.3%                |
| 제55회  | 2009/12/21 | 3.5%                |
| 제56회  | 2009/12/22 | 3.1%                |
| 제57회  | 2009/12/23 | 4.0%                |
| 제58회  | 2009/12/24 | 3.1%                |
| 제59회  | 2009/12/25 | 3.1%                |
| 제60회  | 2009/12/26 | 3.2%                |
| 제61회  | 2009/12/28 | 3.5%                |
| 제62회  | 2009/12/29 | 3.4%                |
| 제63회  | 2009/12/30 | 3.5%                |
| 제64회  | 2009/12/31 | 3.2%                |
| 제65회  | 2010/01/01 | 2.6%                |
| 제66회  | 2010/01/02 | 2.7%                |
| 제67회  | 2010/01/04 | 3.4%                |
| 제68회  | 2010/01/05 | 3.3%                |
| 제69회  | 2010/01/06 | 3.0%                |
| 제70회  | 2010/01/07 | 3.2%                |
| 제71회  | 2010/01/08 | 3.6%                |
| 제72회  | 2010/01/09 | 3.9%                |
| 제73회  | 2010/01/11 | 3.3%                |
| 제74회  | 2010/01/12 | 3.7%                |
| 제75회  | 2010/01/13 | 3.3%                |
| 제76회  | 2010/01/14 | 3.1%                |
| 제77회  | 2010/01/15 | 3.7%                |
| 제78회  | 2010/01/16 | 3.6%                |
| 제79회  | 2010/01/18 | 4.0%                |
| 제80회  | 2010/01/19 | 2.7%                |
| 제81회  | 2010/01/20 | 3.2%                |
| 제82회  | 2010/01/21 | 3.3%                |
| 제83회  | 2010/01/22 | 4.2%                |
| 제84회  | 2010/01/23 | 3.3%                |
| 제85회  | 2010/01/25 | 3.4%                |
| 제86회  | 2010/01/26 | 2.6%                |
| 제87회  | 2010/01/27 | 3.6%                |
| 제88회  | 2010/01/28 | 3.8%                |
| 제89회  | 2010/01/29 | 3.5%                |
| 제90회  | 2010/01/30 | 3.2%                |
| 제91회  | 2010/02/01 | 3.4%                |
| 제92회  | 2010/02/02 | 3.3%                |
| 제93회  | 2010/02/03 | 3.9%                |
| 제94회  | 2010/02/04 | 3.7%                |
| 제95회  | 2010/02/05 | 3.2%                |
| 제96회  | 2010/02/06 | 3.4%                |
| 제97회  | 2010/02/08 | 3.6%                |
| 제98회  | 2010/02/09 | 3.1%                |
| 제99회  | 2010/02/10 | 3.8%                |
| 제100회 | 2010/02/11 | 3.2%                |
| 제101회 | 2010/02/12 | 3.5%                |
| 제102회 | 2010/02/13 | 4%                  |
| 제103회 | 2010/02/15 | 3.9%                |
| 제104회 | 2010/02/16 | 3.5%                |
| 제105회 | 2010/02/17 | 3.7%                |
| 제106회 | 2010/02/18 | 3.5%                |
| 제107회 | 2010/02/19 | 3.6%                |
| 제108회 | 2010/02/20 | 3.8%                |
| 제109회 | 2010/02/22 | 3.8%                |
| 제110회 | 2010/02/23 | 4.6%                |
| 제111회 | 2010/02/24 | 4.1%                |
| 제112회 | 2010/02/25 | 4.3%                |
| 제113회 | 2010/02/26 | 4.5%                |
| 제114회 | 2010/02/28 | 4%                  |
| 제115회 | 2010/03/01 | 3.9%                |
| 제116회 | 2010/03/02 | 4.0%                |
| 제117회 | 2010/03/03 | 4.4%                |
| 제118회 | 2010/03/04 | 4.8%                |
| 제119회 | 2010/03/05 | 3.6%                |
| 제120회 | 2010/03/06 | 4.5%                |
| 제121회 | 2010/03/08 | 3.8%                |
| 제122회 | 2010/03/09 | 4.0%                |
| 제123회 | 2010/03/10 | 3.7%                |
| 제124회 | 2010/03/11 | 3.5%                |
| 제125회 | 2010/03/12 | 4.3%                |
| 제126회 | 2010/03/13 | 3.3%                |
| 제127회 | 2010/03/15 | 4.0%                |
| 제128회 | 2010/03/16 | 3.4%                |
| 제129회 | 2010/03/17 | 3.4%                |
| 제130회 | 2010/03/18 | 3.9%                |
| 제131회 | 2010/03/19 | 3.2%                |
| 제132회 | 2010/03/20 | 3.8%                |
| 제133회 | 2010/03/22 | 3.4%                |
| 제134회 | 2010/03/23 | 3.5%                |

## 연장
- 대조영 방영 분량이 100부작에서 34회 연장되어 134부작으로 변경.확정되었다.

## 수상 경력
- 2006년 KBS 연기대상 남자 우수연기상 - 김진태
- 2007년 KBS 연기대상 네티즌상, 대상 - 최수종
- 2007년 KBS 연기대상 남자 최우수연기상 - 이덕화
- 2007년 KBS 연기대상 남자 대조영상 - 임혁
- 2007년 KBS 연기대상 남자 인기상 - 정보석
- 2008년 제35회 한국방송대상 탤런트상 - 최수종
- 2008년 제35회 한국방송대상 장편드라마 작품상
- 2008년 제2회 코리아드라마페스티벌 남자 최우수상 - 최수종

## 역사와 다른 점
- 고구려 멸망 이전 대조영의 행적에 대해서는 알려진 것이 없다. 제왕기운 음모에 의해 어릴 때 부모와 생이별한 후 연개소문의 집에서 노비로 자랐다느니, 패수대첩에서 공을 세워 노비의 신분에서 해방됐다느니 하는 스토리는 100% 작가의 창작이다.
- 고왕 대조영의 탄생 설화를 하늘에서 별똥별이 떨어지는 장면을 CG처리로 강조하였다.
- 이진충의 거란 족 군대가 당 고종의 고구려 정벌에 참여해 공을 세웠다는 스토리에 역사적 근거가 없고, 100% 작가의 창작이다.
- 걸걸중상은 적어도 세 명이 아들이 있었고, 후대 발해 왕에는 대조영 동생의 자손도 있는데, 드라마는 대조영을 대중상의 외아들로 묘사한다.
- 걸사비우는 양만춘 휘하의 무장이 아니고 말갈 추장이다.
- 걸사비우는 발해 건국 이전에 전사하는데, 드라마에서는 발해 건국 후에도 살아있게 묘사한다.
- 측천무후는 황제 즉위 후 국호를 “주(周)”로 바꾸는데, 드라마에서는 측천무후 즉위 이후에도 국호가 계속해서 “당(唐)”으로 남아있다.
- 발해의 2대 왕 무왕이 되는 대조영 장남의 이름은 대무예이다. 본명이 분명히 전해지는 인물을 등장시키면서 역사에 기록된 본명을 쓰지 않고 임의로 지어낸 “단”이라는 이름을 사용하였다. 또한 무예는 발해 역대 국왕 중 당에 가장 강경한 정책을 써 화친을 원하는 동생 문예가 당으로 망명하는 사태가 일어날 정도로 호전적인 기질을 지닌 인물임에도, 드라마에서는 장남 “단”을 심약한 인물로 묘사한다.
- 고선지가 잠시 어린이로 등장한다.
- 설인귀와 이해고의 생몰연도에 오류가 있다.
- 걸걸중상의 이름을 대중상으로 바꾸었다.

## 참고 사항
- 어홍 역의 임채원은 당초 달기 역으로 낙점되었으나 스케줄이 맞지 않아 고사한 바 있었다.[5]

## 같이 보기
- 삼국기 (드라마)
- 주몽 (드라마)
- 바람의 나라 (드라마)
- 자명고 (드라마)
- 근초고왕 (드라마)
- 태왕사신기
- 광개토태왕 (드라마)
- 연개소문 (드라마)
- 황진이 (2006년 드라마)